# کاتوی
کاتوی (به مجاری:  Kátoly) یک منطقهٔ مسکونی در مجارستان است که در ناحیه پچ‌واراد واقع شده‌است.